# Муавр, Абрахам де
Абраха́м де Муа́вр (фр. и англ. Abraham de Moivre; 26 мая 1667, Витри-ле-Франсуа — 27 ноября 1754, Лондон) — английский математик французского происхождения.
Член Лондонского королевского общества (1697), Парижской (1754) и Берлинской (1735) академий наук. Ученик и помощник Исаака Ньютона. В его честь назван астероид (28729) Moivre.

## Биография

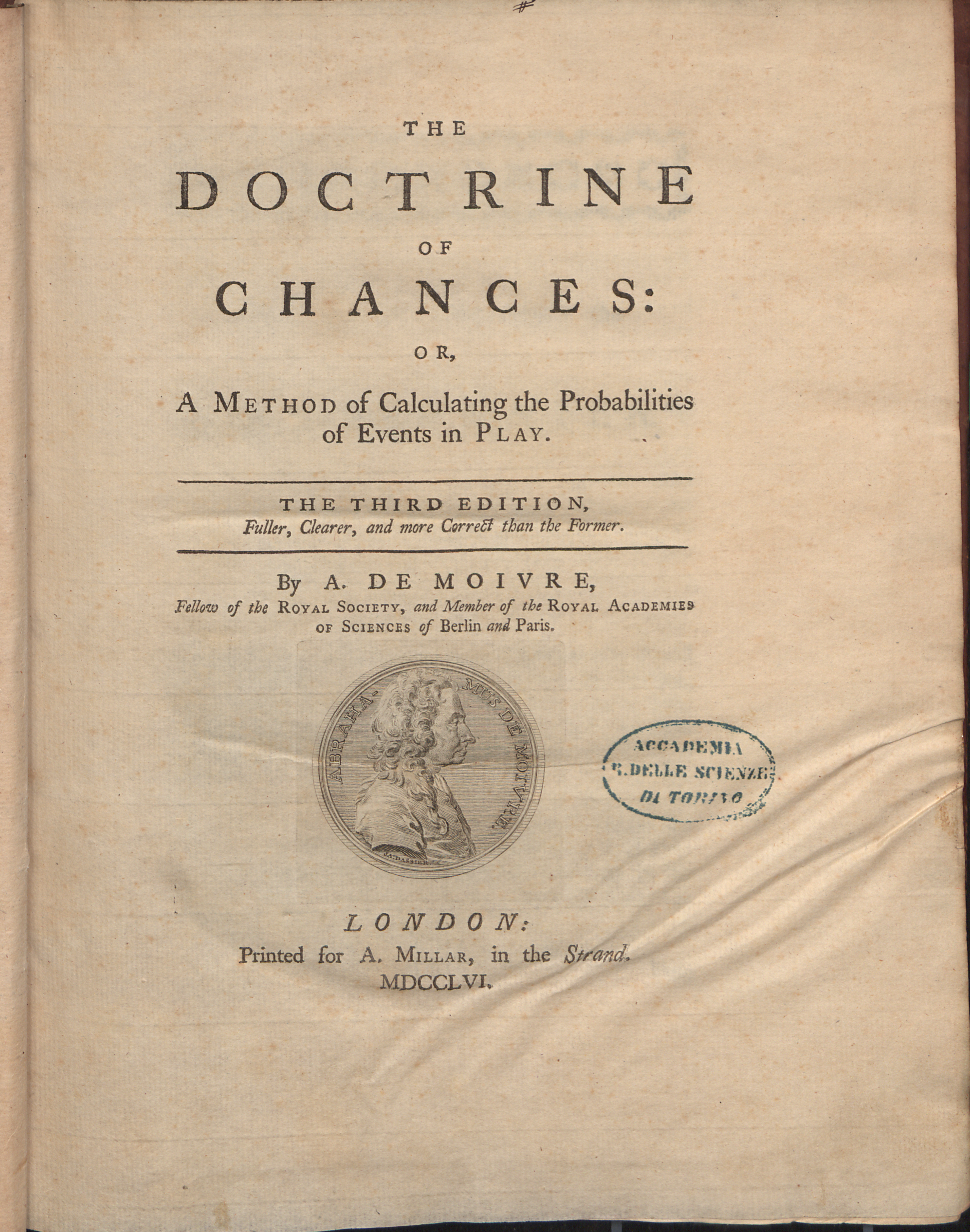
Doctrine of chances, 1756

Родился во Франции, в недворянской семье врача-гугенота; частицу де перед своей фамилией он добавил по собственной инициативе. В 11 лет поступил в Протестантскую академию в Седане, где успел проучиться 4 года, после чего академия была запрещена властями (1682). Муавр продолжил образование в Сомюре (2 года). Вероятно, в это время он познакомился с теорией вероятностей по трудам Гюйгенса.
Далее около года Муавр слушал лекции по физике и математике в Париже (в том числе у Озанама), но в 1685 году Людовик XIV официально отменил Нантский эдикт, возобновились притеснения протестантов, а сам Муавр попал в тюрьму. Подробности его заключения неизвестны, но так или иначе, он вынужден был покинуть родину.
В 1688 году он осел в Лондоне, где и прожил всю оставшуюся жизнь. На жизнь зарабатывал частным преподаванием и шахматной игрой. Вскоре Муавр стал известен как талантливый математик, однако как иностранец не имел никаких шансов на кафедру в английском учебном заведении. Религиозная дискриминация сменилась национальной.
Незадолго до его приезда вышла книга Ньютона «Математические начала натуральной философии» в трёх томах. Она так увлекла Муавра, что он разобрал её по листам и постоянно носил с собой очередную порцию для чтения, чтобы не терять времени при переездах от одного ученика к другому.
В 1692 году де Муавр познакомился с Галлеем, а через него — с Ньютоном. Вскоре они стали близкими друзьями. Ньютон чрезвычайно высоко ценил Муавра. Если верить сплетням той поры, Ньютон выпроваживал посетителей, досаждавших ему мелкими делами математического характера, с помощью следующей фразы: «Идите к де Муавру, он разбирается в этом лучше меня». Муавр также постоянно помогал Ньютону в издании и редактировании трудов (особенно «Оптики»).
В 1695 году был опубликован первый труд Муавра по анализу, «Метод флюксий». В 1697 году Муавр избран членом Лондонского королевского общества. В 1710 году он участвовал в комиссии, разбиравшей приоритетный спор Ньютона и Лейбница.
В 1718 году де Муавр опубликовал свой главный труд по теории вероятностей: «The Doctrine of Chances: A method of calculating the probabilities of events in play». Книга вызвала большой интерес и выдержала 3 издания. В 1722 он обнародовал фундаментальную формулу Муавра.
В 1724 году вышло в свет вероятностно-статистическое исследование «Annuities on lives» (переиздано четырежды). В 1730 году Муавр вернулся к анализу и опубликовал труд «Miscellanea Analytica», где впервые появилась формула Стирлинга.
27 ноября 1754 года де Муавр умер в Лондоне и был похоронен в Сен-Мартен-на-полях (позже его останки были перемещены). Несколько важных работ де Муавра были опубликованы посмертно.

## Научная деятельность
Открыл (1707) формулу Муавра для возведения в степень (и извлечения корней) комплексных чисел, заданных в тригонометрической форме.
Он первый стал использовать возведение в степень бесконечных рядов. Муавр также установил связь между рекуррентными последовательностями и разностными уравнениями.
Внёс вклад в теорию решения однородных линейных разностных уравнений с постоянными коэффициентами.
Ему и Дж. Стирлингу принадлежит асимптотическое представление факториала, носящее название формулы Стирлинга.
Помимо анализа, Муавр внёс большой вклад в теорию вероятностей. В 1738 году во втором издании работы «Доктрина случайностей» он первым ввёл функцию нормального распределения и доказал первый частный случай центральной предельной теоремы. После обобщения Лапласом в 1812 году эта теорема получила название теоремы Муавра — Лапласа. Муавр также провёл вероятностное исследование азартных игр и ряда статистических данных по народонаселению. Кроме нормального, он использовал равномерное распределение. Большинство результатов де Муавра были вскоре перекрыты трудами Лапласа; степень возможного влияния де Муавра на Лапласа неясна.